# Cal Daran (Guissona)
Cal Daran és una obra de Guissona (Segarra) protegida com a Bé Cultural d'Interès Local.

## Descripció
Edifici de tres plantes arrebossat. La planta baixa és de carreus de pedra ben tallats. S'accedeix a l'edifici a través d'una porta rectangular amb motllures en forma de mènsula als respectius angles. El centre de la línia presenta una motllura geomètrica. La porta de fusta té diferents relleus geomètrics. Les dues plantes superiors són força austeres amb una porta balconera centrada a la façana i el seu respectiu balcó de forja.
(Text procedent del POUM)